# Najas tenuissima
Najas tenuissima là một loài thực vật có hoa trong họ Hydrocharitaceae. Loài này được (A.Braun ex Magnus) Magnus mô tả khoa học đầu tiên năm 1870.